# 新潟大学におけるツツガムシ病原菌の人体接種問題
新潟大学におけるツツガムシ病原菌の人体接種問題（にいがただいがくにおけるツツガムシびょうげんきんのじんたいせっしゅもんだい）は、「新潟ツツガムシ人体実験事件」などと俗称される、1950年代に新潟大学医学部の内科医たちが新潟精神病院（医療法人青山信愛会）の精神病患者たちにツツガムシ病の病原体（リケッチア）を注射した人体実験事件のこと。本記事では、国会において本件が問題化されたときの議題名から取ったものを正式名称とした。

## 概要
以下、概要は参考文献の高杉、1982年の第Ⅵ章による。
1955年に新潟精神病院の看護人が労働争議においてストライキを実施し、そのために患者の治療に支障を来して死亡者が出たとして労働組合幹部3人が病院側から解雇された。看護人側はこれを不当解雇として新潟地方裁判所に地位保全の仮処分を申請し、病院側と争うに至った。その過程で、新潟大学の内科教授・桂重鴻の指揮で、同学の内科医たちがこの精神病院の149人の精神病患者たちにリケッチアを注射して、一部の患者の皮膚を剥いだりしたことが、解雇された看護人側の告発で明らかになった。1956年9月2日にこの内容が読売新聞に報じられ、注射の結果8人が死亡、1人が自殺したとされた。
桂教授は当初マスコミに対して、注射は精神病院と共同の発熱療法であると弁解していた。しかしそれは、この療法が効果的なのは梅毒であるのに注射された患者たちには統合失調症患者が多かった点、精神科医はほとんどタッチしておらずカルテや看護日誌の記載もなかった点、発熱の期間も梅毒治療に必要なはずの日数より短期であった点等の疑問点を抱えた弁解であった。
その後、1956年11月29日の読売新聞には「注射の本当の目的はツツガムシ病の研究であった」との桂の発言が載った。精神病患者たちは、リケッチアを注射され発熱したところを当時日本では輸入も使用も許可されていない薬オーレオマイシンやクロロマイセチンで熱を冷ますという実験の実験台にされたのであった。
日本弁護士連合会はこれを問題視し、1957年には国会でもこの問題に関して議論が行われたが、傷害罪を形成する事件であったのに、法務省による「人体実験である」という警告だけで終わった。
ジャーナリストの高杉晋吾は『七三一部隊 細菌戦の医師を追え』（徳間書店、1982年）という著書で、1956年に行われた「リケッチア・シンポジウム」なる会合に、1967年の神奈川新聞にアメリカ軍からのツツガムシ研究資金の窓口であったことを報じられた研究所員二人（国立予防衛生研究所ウイルス・リケッチア部長の北岡正見、資源科学研究所応用昆虫部長の浅沼靖）と1982年2月の毎日新聞にGHQから発疹チフスの人体実験を打診されたことを報じられた田宮猛雄が桂重鴻と同席し、田宮が挨拶の中でアメリカ政府の支援に言及したことを根拠に、本件にアメリカ軍の関与があった可能性を指摘している。